# Vincenzo Giustiniani
Vincenzo kardinal Giustiniani, O.P., italijanski rimskokatoliški duhovnik in kardinal, * 1519, † 28. oktober 1582.

## Življenjepis
Leta 1558 je bil imenovan za mojstra dominikanskega reda.
17. maja 1570 je bil povzdignjen v kardinala; 26. januarja 1571 je bil imenovan za kardinal-duhovnika S. Niccola fra le Immagini in 3. avgusta 1579 za S. Sabina.